# اتربورگ
شهر اتربورگ (به آلمانی: Otterberg) در ایالت راینلند-فالتز در کشور آلمان واقع شده‌است.